# Arsínoe (Suez)
Arsínoe (en griego antiguo: Ἀρσινόη, Arsinóe) o Arsinoites o Cleopatris o Cleopatra, era una antigua ciudad ubicada en el extremo norte del golfo de Heroopolite (Golfo de Suez), en el Mar Rojo.

## Historia
Arsínoe fue la capital del nomo Heroopolite y uno de los principales puertos de Egipto. También parece haber tenido los nombres de Cleopatris. También se ha especulado que surgió en el sitio del bíblico Pi-hahiroth. El actual Ardscherúd, un pueblo cercano a Suez, corresponde a este Arsínoe. Estaba ubicado cerca del extremo oriental del canal real, que comunicaba con el brazo pelusiaco del Nilo, y que Ptolomeo II trajo desde el Gran Lago Amargo hasta la cabecera del golfo. Arsínoe se encontraba a unos 200 km de Pelusio.
Las ganancias de los nomos de Arsinoite fueron entregadas por este monarca a su esposa (su hermana), Arsínoe II, de quien la ciudad tomaba su nombre, y la ciudad siguió siendo propiedad de sucesivas reinas o princesas de la dinastía ptolemaica. El corto camino que cruzaba el desierto oriental y su posición cerca del canal eran las principales ventajas de Arsínoe como centro comercial. A pesar de tener una gran bahía, estaba expuesta a los vientos del sur, y las dificultades impuestas a la navegación por el arrecife de coral eran considerables. Por lo tanto, Arsínoe no era preferible para el comercio con la India sobre Mios Hormos o Berenice. Como otros puertos del Mar Rojo, Arsínoe aumentó el nivel de su comercio después de la conquista romana de Egipto. Cada año, 120 barcos zarpaban de puertos egipcios para comprar seda, piedras preciosas y especias en las Indias Occidentales.
Durante el reinado de Trajano, la ciudad cayó en decadencia gracias al desarrollo de un nuevo canal entre el Nilo y el Mar Rojo en Clisma, a pocos kilómetros al oeste de Arsínoe.